# Montélimar
Montélimar (tên Latin: Acumum và Montelaimar trong tiếng Occitan) là một xã thuộc tỉnh Drôme trong vùng Auvergne-Rhône-Alpes đông nam nước Pháp. Xã Montélimar nằm ở khu vực có độ cao trung bình 81 mét trên mực nước biển. Đây là đô thị lớn thứ nhì tỉnh này sau Valence.

## Khí hậu
| Dữ liệu khí hậu của Montélimar (1981–2010)               | Dữ liệu khí hậu của Montélimar (1981–2010) | Dữ liệu khí hậu của Montélimar (1981–2010) | Dữ liệu khí hậu của Montélimar (1981–2010) | Dữ liệu khí hậu của Montélimar (1981–2010) | Dữ liệu khí hậu của Montélimar (1981–2010) | Dữ liệu khí hậu của Montélimar (1981–2010) | Dữ liệu khí hậu của Montélimar (1981–2010) | Dữ liệu khí hậu của Montélimar (1981–2010) | Dữ liệu khí hậu của Montélimar (1981–2010) | Dữ liệu khí hậu của Montélimar (1981–2010) | Dữ liệu khí hậu của Montélimar (1981–2010) | Dữ liệu khí hậu của Montélimar (1981–2010) | Dữ liệu khí hậu của Montélimar (1981–2010) |
| Tháng                                                    | 1                                          | 2                                          | 3                                          | 4                                          | 5                                          | 6                                          | 7                                          | 8                                          | 9                                          | 10                                         | 11                                         | 12                                         | Năm                                        |
| -------------------------------------------------------- | ------------------------------------------ | ------------------------------------------ | ------------------------------------------ | ------------------------------------------ | ------------------------------------------ | ------------------------------------------ | ------------------------------------------ | ------------------------------------------ | ------------------------------------------ | ------------------------------------------ | ------------------------------------------ | ------------------------------------------ | ------------------------------------------ |
| Cao kỉ lục °C (°F)                                       | 19.3 (66.7)                                | 22.4 (72.3)                                | 26.4 (79.5)                                | 30.6 (87.1)                                | 33.8 (92.8)                                | 38.1 (100.6)                               | 40.0 (104.0)                               | 41.1 (106.0)                               | 36.2 (97.2)                                | 30.4 (86.7)                                | 26.4 (79.5)                                | 19.9 (67.8)                                | 41.1 (106.0)                               |
| Trung bình ngày tối đa °C (°F)                           | 8.2 (46.8)                                 | 10.2 (50.4)                                | 14.5 (58.1)                                | 17.5 (63.5)                                | 22.1 (71.8)                                | 26.2 (79.2)                                | 29.6 (85.3)                                | 29.1 (84.4)                                | 24.2 (75.6)                                | 18.7 (65.7)                                | 12.4 (54.3)                                | 8.6 (47.5)                                 | 18.5 (65.3)                                |
| Tối thiểu trung bình ngày °C (°F)                        | 1.9 (35.4)                                 | 2.5 (36.5)                                 | 4.9 (40.8)                                 | 7.3 (45.1)                                 | 11.1 (52.0)                                | 14.7 (58.5)                                | 17.3 (63.1)                                | 17.0 (62.6)                                | 13.7 (56.7)                                | 10.4 (50.7)                                | 5.8 (42.4)                                 | 3.0 (37.4)                                 | 9.2 (48.6)                                 |
| Thấp kỉ lục °C (°F)                                      | −14.4 (6.1)                                | −17.0 (1.4)                                | −7.4 (18.7)                                | −3.1 (26.4)                                | −1.8 (28.8)                                | 3.5 (38.3)                                 | 7.5 (45.5)                                 | 5.6 (42.1)                                 | 0.5 (32.9)                                 | −1.6 (29.1)                                | −10.0 (14.0)                               | −17.2 (1.0)                                | −17.2 (1.0)                                |
| Lượng Giáng thủy trung bình mm (inches)                  | 64.0 (2.52)                                | 45.2 (1.78)                                | 47.1 (1.85)                                | 81.3 (3.20)                                | 83.1 (3.27)                                | 55.2 (2.17)                                | 48.7 (1.92)                                | 57.7 (2.27)                                | 116.2 (4.57)                               | 135.8 (5.35)                               | 100.5 (3.96)                               | 70.5 (2.78)                                | 905.3 (35.64)                              |
| Số ngày giáng thủy trung bình                            | 6.6                                        | 5.4                                        | 5.6                                        | 7.9                                        | 7.8                                        | 5.4                                        | 4.2                                        | 4.9                                        | 6.4                                        | 8.8                                        | 7.3                                        | 7.2                                        | 77.4                                       |
| Số ngày tuyết rơi trung bình                             | 2.3                                        | 2.1                                        | 0.9                                        | 0.1                                        | 0.0                                        | 0.0                                        | 0.0                                        | 0.0                                        | 0.0                                        | 0.0                                        | 0.8                                        | 2.4                                        | 8.6                                        |
| Độ ẩm tương đối trung bình (%)                           | 80                                         | 76                                         | 70                                         | 68                                         | 70                                         | 67                                         | 62                                         | 65                                         | 72                                         | 80                                         | 81                                         | 81                                         | 72.7                                       |
| Số giờ nắng trung bình tháng                             | 104.9                                      | 134.5                                      | 200.0                                      | 214.6                                      | 255.3                                      | 295.5                                      | 327.3                                      | 293.6                                      | 224.5                                      | 152.3                                      | 110.3                                      | 92.1                                       | 2.404,8                                    |
| Nguồn 1: Météo France                                    |                                            |                                            |                                            |                                            |                                            |                                            |                                            |                                            |                                            |                                            |                                            |                                            |                                            |
| Nguồn 2: Infoclimat.fr (độ ẩm, ngày tuyết rơi 1961–1990) |                                            |                                            |                                            |                                            |                                            |                                            |                                            |                                            |                                            |                                            |                                            |                                            |                                            |

## Kết nghĩa
- — Aberdare, Wales
- — Racine, Hoa Kỳ
- — Ravensburg, Đức